# Пушкаши (Прахова)
Пушкаши (рум. Pușcași) насеље је у Румунији у округу Прахова у општини Барканешти. Oпштина се налази на надморској висини од 107 m.

## Становништво
Према подацима из 2002. године у насељу је живело 424 становника, од којих су сви румунске националности.